# Klauzál téri vásárcsarnok
A Klauzál téri vásárcsarnok (régebben István téri vásárcsarnok) egyike a monarchia alatt épült nagy budapesti vásárcsarnokoknak.

## Jellemzői
A VII. kerületi Klauzál téren elhelyezkedő objektum 1897-ben épült III. számú vásárcsarnok néven. Tervezői a fővárosi mérnöki hivatal építészei, Kommer József és Klunzinger Pál voltak. A csarnokhoz kapcsolódóan bérház is épült a Klauzál téren, amely lehetővé tette az árusító helyek alacsonyabb árú kiadását. A korabeli árusító helyek száma meghaladta a 300-at. Érdekesség, hogy a csarnokban – lévén a zsidónegyedben – elkülönített helyen kóser élelmiszer is kapható volt.
A 20. század második felében leromlottá vált épületet 2014–15-ben újították fel, az műemléki helyreállítást és a korszerű kiskereskedelmi igényeket egyaránt figyelembe véve.
A csarnok nyitvatartása: hétfőtől vasárnapig reggel 7 órától 22 óráig. A kezdetek óta fővárosi tulajdon és a BUDAPEST VÁSÁRCSARNOKAI Piacokat, Üzletközpontokat és Vásárcsarnokokat Üzemeltető Kft. (2021 előtt: Fővárosi Önkormányzat Csarnok és Piac Igazgatósága) kezelésében áll.

## Képtár

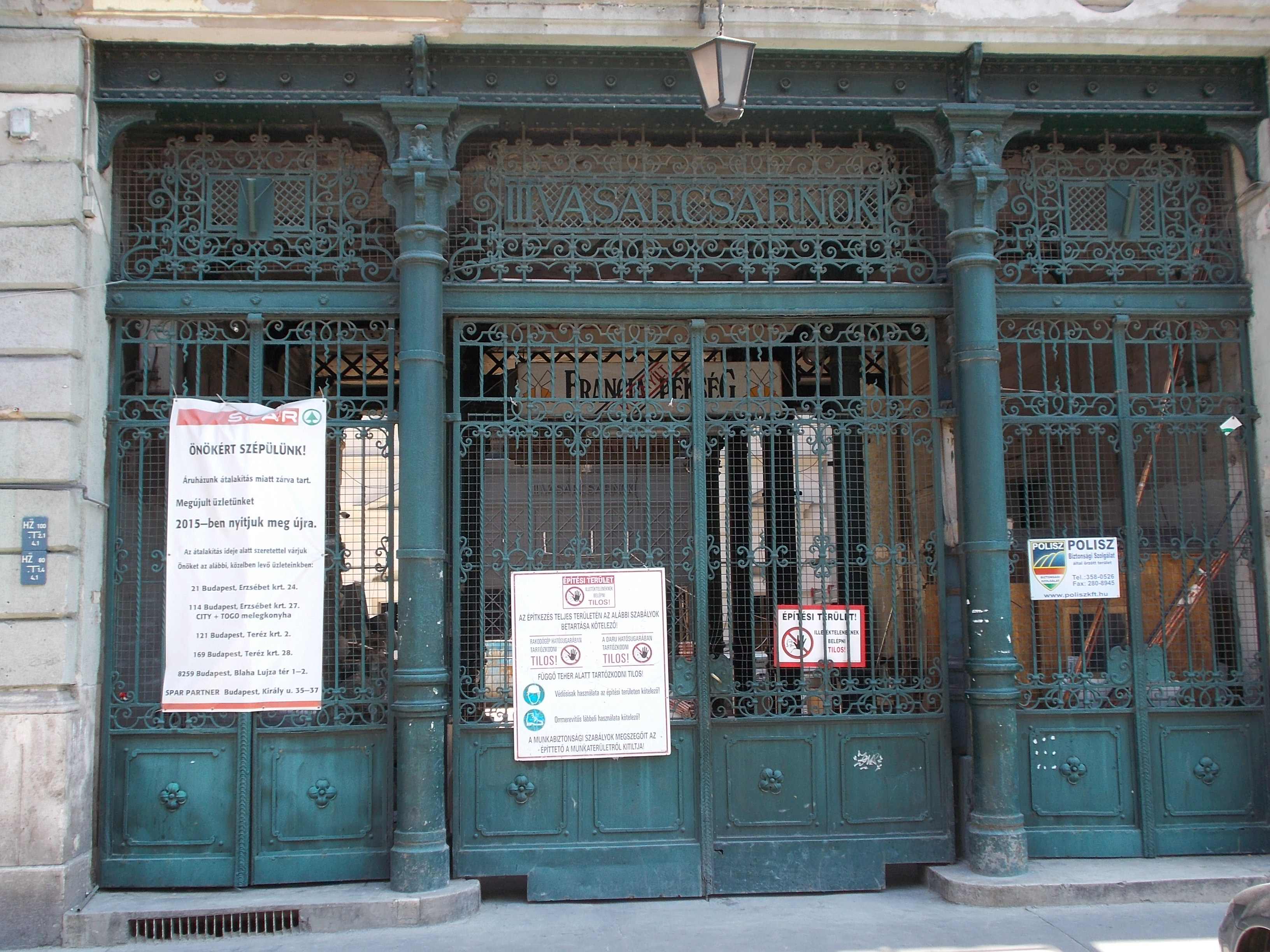
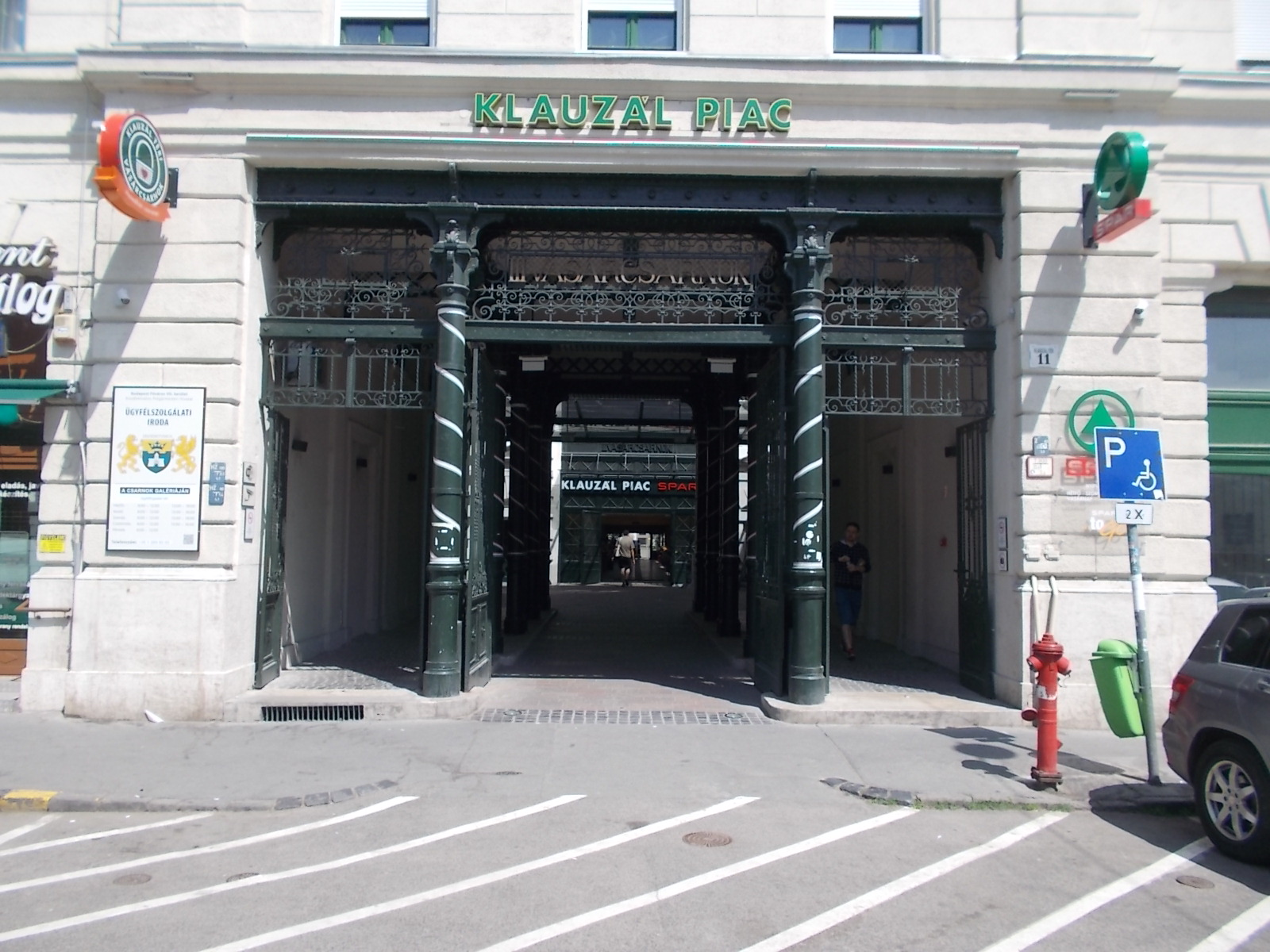
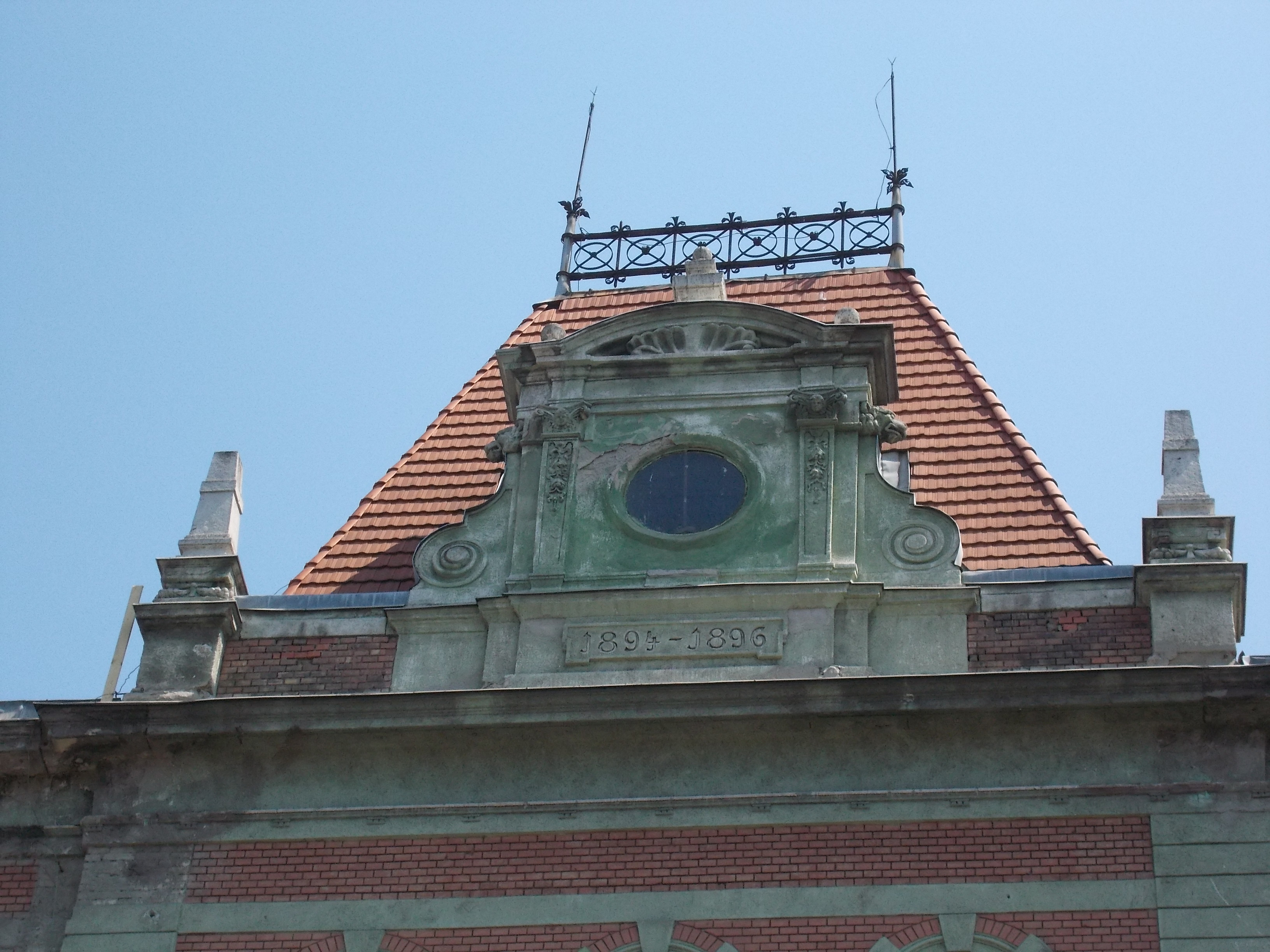
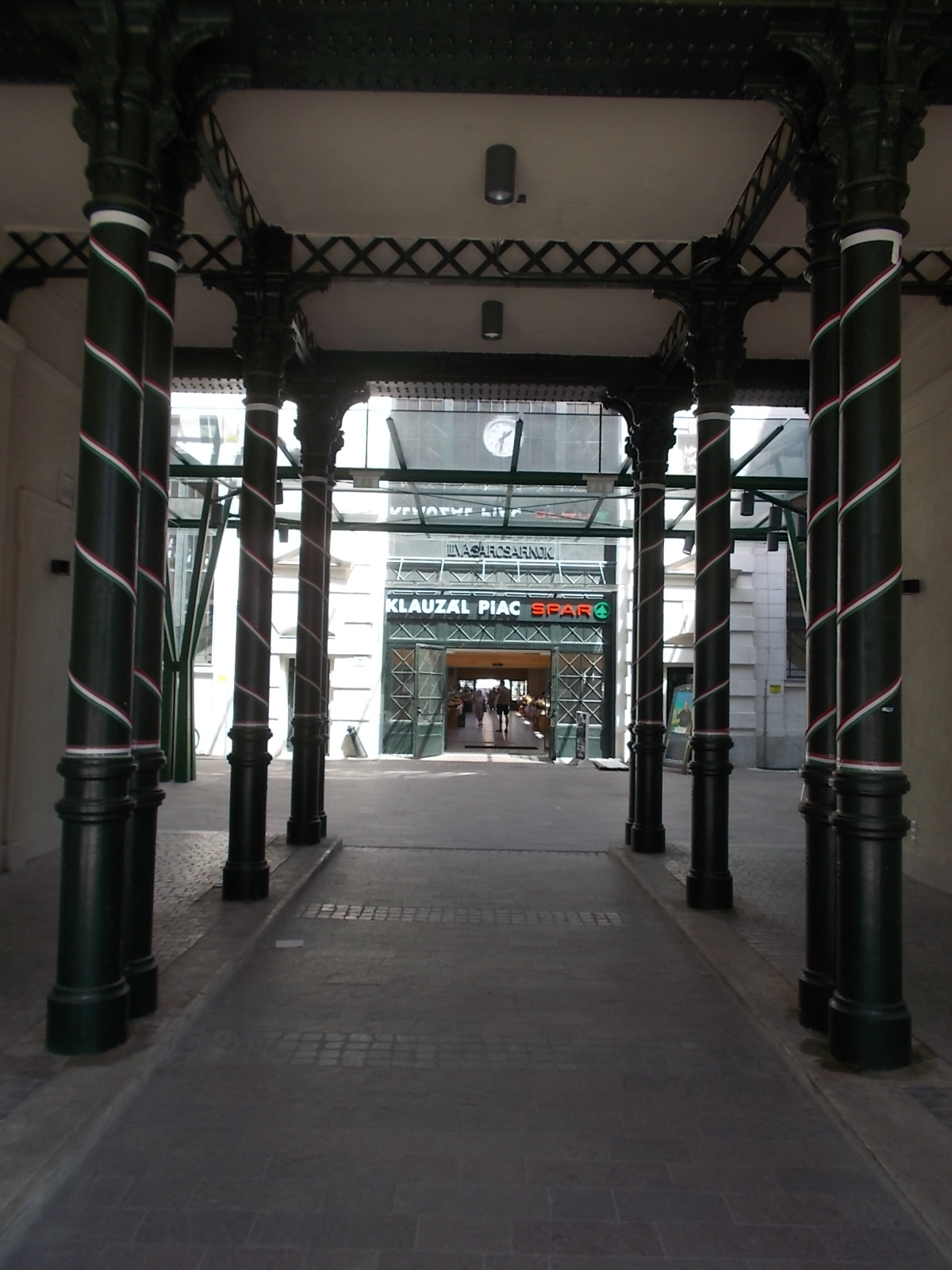
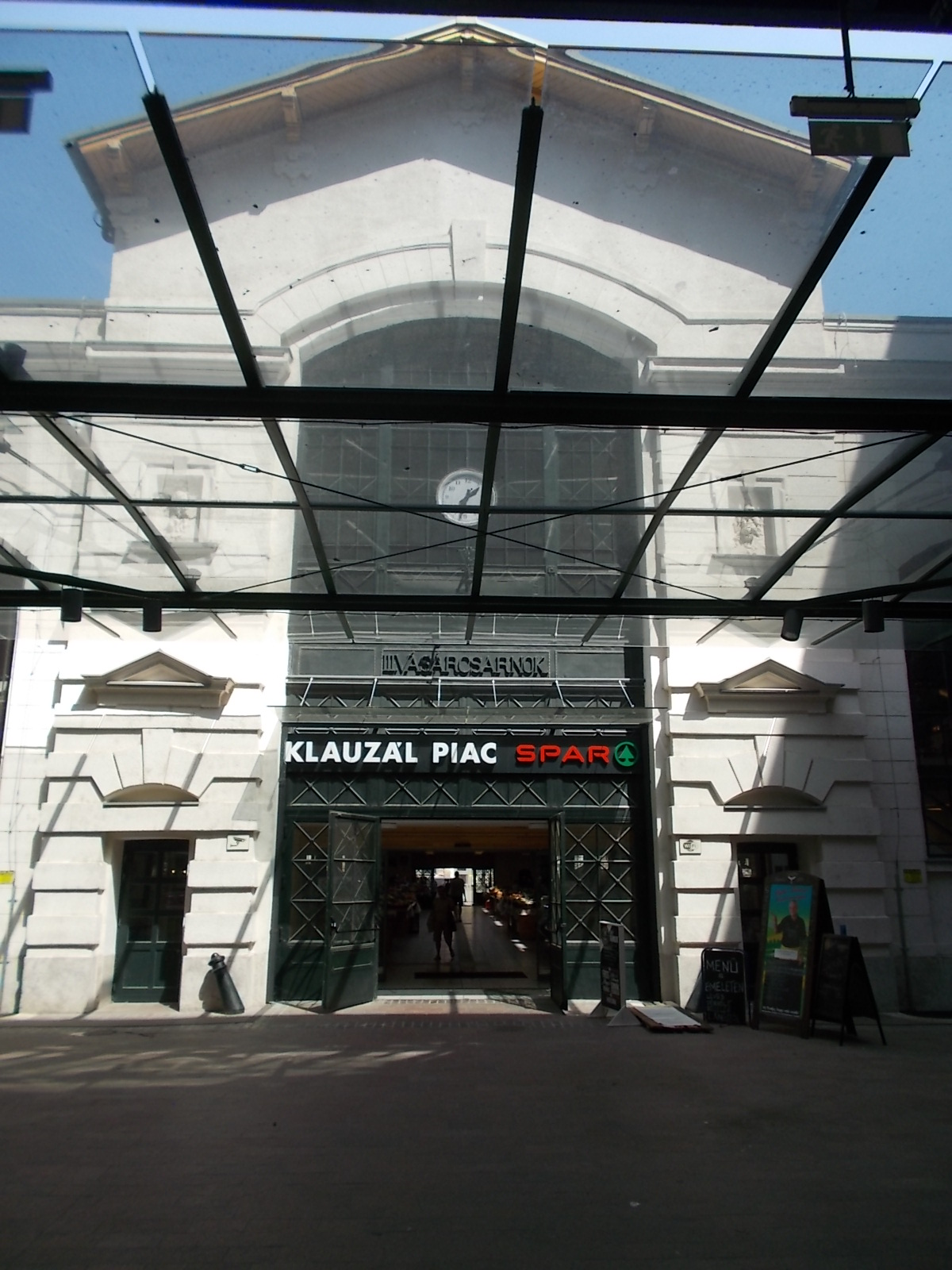
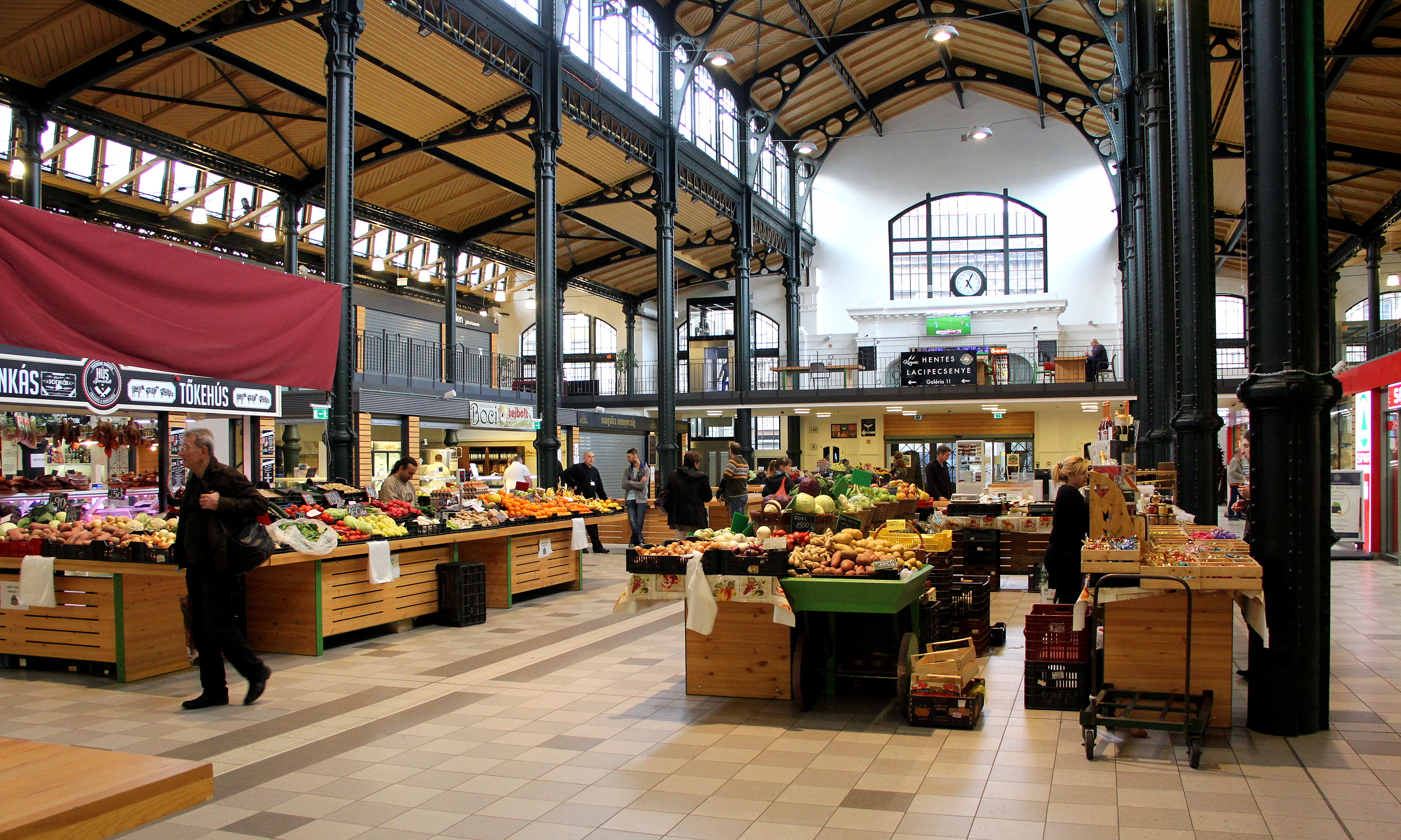
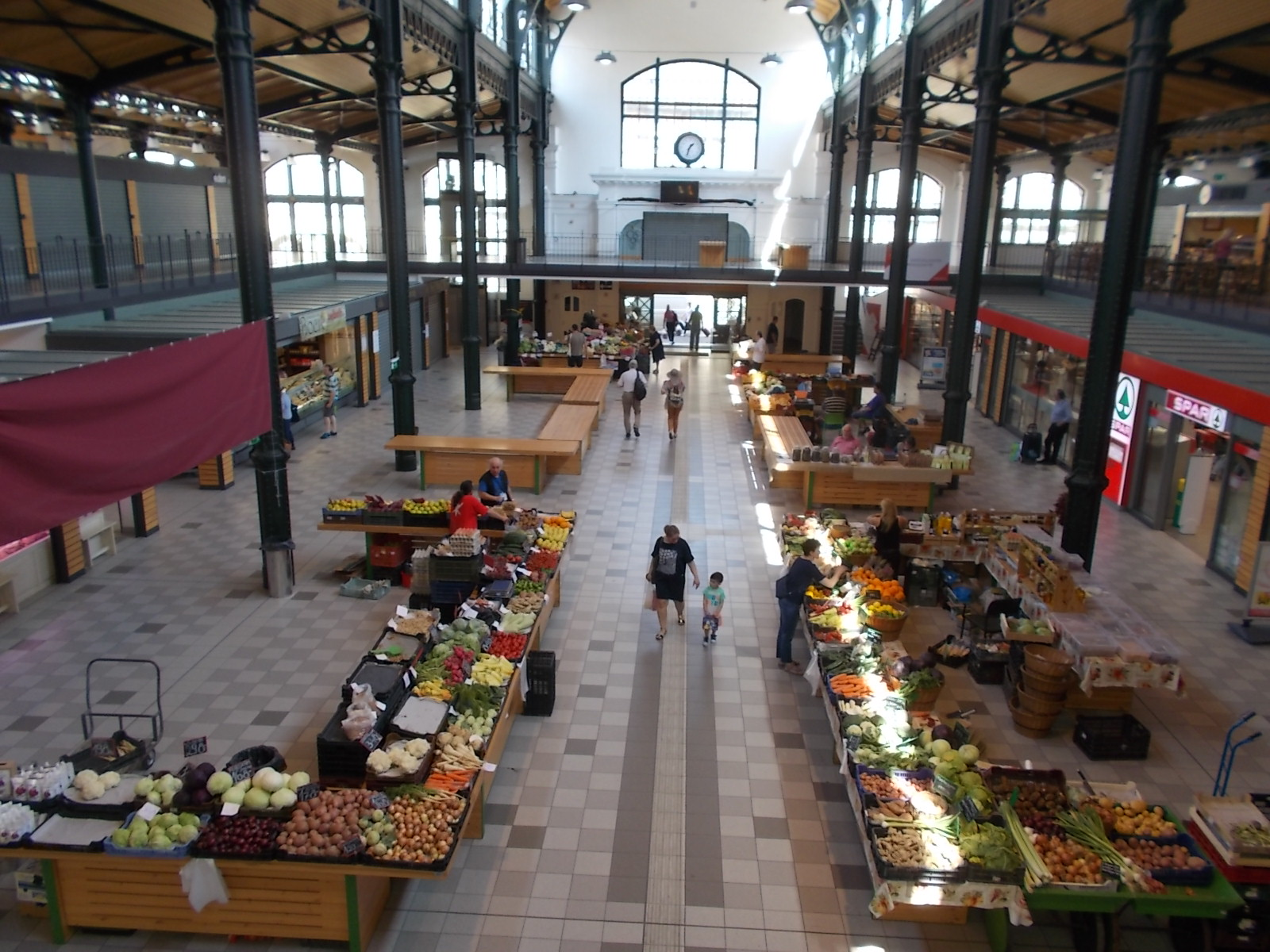
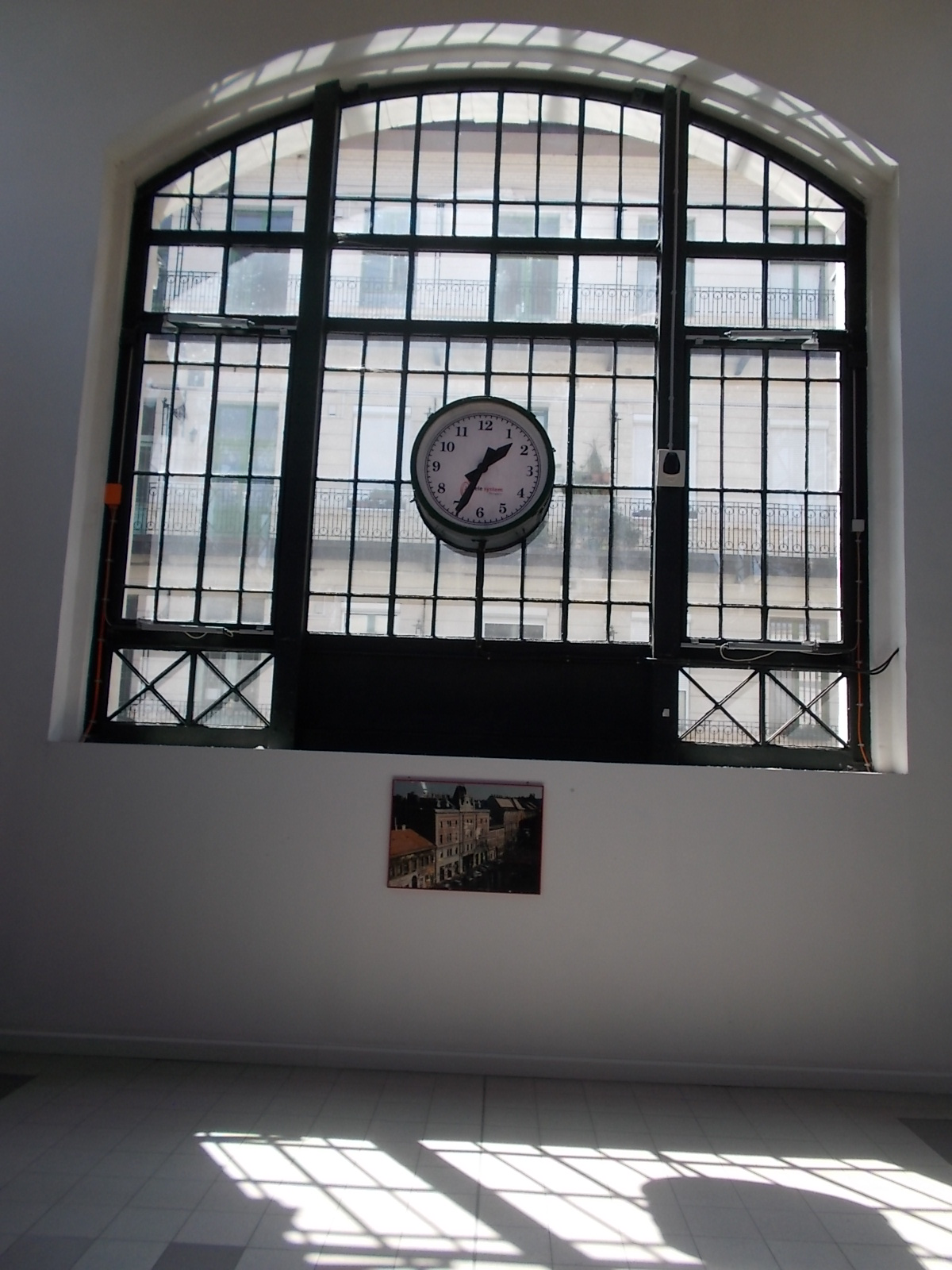